# De Leijen (Overijssel)
De Leijen is een buurtschap in de Nederlandse provincie Overijssel, behorend bij de gemeente Staphorst. Het ligt net ten oosten van het dorp Staphorst. Iets ten noorden van de buurtschap staat molen De Leijen.
Hoofdplaats: Staphorst      Dorpen: Rouveen · IJhorst

Buurtschappen: Halfweg · Hamingen · Lankhorst · De Leijen · De Lichtmis (deels) · Punthorst · Slingenberg (deels) · Westerhuizingerveld (deels)

Overijssel · Steden en dorpen in Overijssel      Nederland · Provincies · Gemeenten